# Rypošovití
Rypošovití (Bathyergidae) je čeleď afrických hlodavců, jejíž zástupci se vyskytují jižně od Sahary. Skupina se vyznačuje zejména širokým spektrem sociálního života jednotlivých druhů. Asi nejznámějším druhem je rypoš lysý (Heterocephalus glaber), a to pro svůj eusociální způsob života, jaký je jinak znám pouze pro obligátní společenstva hmyzu, jako jsou včely, všekazi či mravenci. Oproti tomu stojí několik druhů rypošovitých, kteří žijí striktně soliterně. Další druhy mají sociální uspořádání mezi oběma extrémy.

## Ekologické rozdělení

### Eusociální druhy
- rypoš lysý (Heterocephalus glaber)
- rypoš damarský (Fukomys damarensis)

### Sociální druhy
- Fukomys amatus
- Fukomys anselli
- rypoš hrabavý (Fukomys bocagei)
- Fukomys darlingi
- rypoš Foxův (Fukomys foxi)
- Fukomys kafuensis
- rypoš obří (Fukomys mechowi)
- Fukomys micklemi
- rypoš okrový (Fukomys ochraceocinereus)
- Fukomys whytei
- rypoš Zechův (Fukomys zechi)
- Cryptomys anomalus
- Cryptomys holosericeus
- rypoš hotentotský (Cryptomys hottentotus)
- Cryptomys natalensis
- Cryptomys nimrodi

### Solitérní druhy
- rypoš stříbřitý (Heliophobius argenteocinereus)
- rypoš kapský (Georychus capensis)
- rypoš písečný (Bathyergus janetta)
- rypoš prasečí (Bathyergus suillus)

## Systém
- podčeleď Heterocephalinae
  - rod Heterocephalus
    - rypoš lysý (Heterocephalus glaber)
- podčeleď Bathyerginae
  - rod Georychus
  - rod Fukomys
  - rod Cryptomys
  - rod Heliophobius
  - rod Bathyergus